# امراویلا
امراویلا (به انگلیسی: Amaravila) یک منطقهٔ مسکونی در هند است که در کرالا واقع شده‌است.